# Ad nutum
Der Zusatz ad nutum („auf Weisung“, von lateinisch nutus „Wink, Verlangen, Zustimmung“) bedeutet im römisch-katholischen Kirchenrecht, dass eine Leitungsaufgabe bis auf Widerruf übertragen wird. Die übergeordnete Autorität hat das Recht, nach ihrem klugen Ermessen einen ad nutum bestellten Amtsträger jederzeit von seinem Amt wieder abzuberufen; allerdings bedarf die Entscheidung eines gerechten Grundes. Dies gilt in der Regel für Ämter, die für eine befristete Zeit übertragen werden, in manchen Fällen auch für unbefristete Ämter, und kann auch Amtsträger einschließen, die von anderen gewählt oder vorgeschlagen worden sind.
Im Codex Iuris Canonici der römisch-katholischen Kirche (CIC) von 1983 ist der Sachverhalt der widerruflichen Beauftragung wie folgt geregelt, jedoch ohne den Begriff ad nutum:

“Ab officio quod, secundum iuris praescripta, alicui confertur ad prudentem discretionem auctoritatis competentis, potest quis iusta ex causa, de iudicio eiusdem auctoritatis, amoveri.”

„Eines Amtes, das jemandem gemäß den Rechtsvorschriften nach dem klugen Ermessen der zuständigen Autorität übertragen ist, kann dieser aus gerechtem Grund nach dem Urteil derselben Autorität enthoben werden.“

Ad nutum wird der Vorbehalt der freien Enthebung im geltenden Codex Iuris Canonici nur noch an einer Stelle  genannt:

“Religiosus ab officio commisso amoveri potest ad nutum sive auctoritatis committentis, monito Superiore religioso, sive Superioris, monito committente, non requisito alterius consensu.”

„Der Ordensangehörige kann des ihm übertragenen Amtes frei enthoben werden, und zwar auf Weisung sowohl der Autorität, die das Amt übertragen hat, nachdem der Ordensobere in Kenntnis gesetzt worden ist, als auch des Oberen, nachdem die amtsübertragende Autorität in Kenntnis gesetzt wurde; die Zustimmung des jeweils anderen ist nicht erforderlich.“

Ämter, die diesem Vorbehalt unterliegen, sind:
- Apostolische Administratoren durch den Papst bzw. den Heiligen Stuhl (ad nutum Sanctae Sedis)
- Generalvikare und Bischofsvikare durch den Diözesanbischof (c. 477 § 1)
- Kanzler und andere Notare durch den Diözesanbischof (c. 485)
- Dechanten durch den Diözesanbischof (c. 554 § 3)

- Pfarrvikare durch den Diözesanbischof oder den Diözesanadministrator (c. 552)
- Kirchenrektoren durch den Ortsordinarius (c. 563)
- Ordensangehörige (c. 682 § 2), etwa Superior ad nutum, Äbte durch den Generalabt (ad nutum Abbatis Generalis) oder Abtprimas.